# Endomychus biguttatus
Endomychus biguttatus là một loài bọ cánh cứng trong họ Endomychidae. Loài này được Say miêu tả khoa học năm 1824.